# Kivioja (vattendrag i Finland, Lappland)
Kivioja är ett vattendrag i Finland.   Det ligger i landskapet Lappland, i den norra delen av landet, 900 km norr om huvudstaden Helsingfors. Kivioja ligger vid sjön Kivijärvi.